# Halden
Halden er en by i Østfold fylke i Norge. Den grænser til Rakkestad i nord, Aremark i øst, til Sverige (Strömstad) i syd og til Sarpsborg i vest.
Den var en del af Viken fylke som blev etableret 1. januar 2020, men opløst fra 1. januar 2024.
Storkommunen Halden består af de tidligere herreder Berg og Idd, samt bykommunen Halden, som fra 1665 til 1928 hed Fredrikshald eller Frederikshald efter fæstningen Fredriksten højt over byen. Berg og Idd er typiske landbrugsområder, mens Halden er Norges ældste industriby. Byen og kommunen deles i to af elven Tista, som udgør den nederste del af Haldenvassdraget.

## Historie
Der er spor efter bosætning allerede i ældre stenalder, blandt andet et unikt anhæng af slebet sandsten. En stenalderboplads er fundet ved Folkåa syd for Aspedammen station i Idd; rige fund fra bronzealderen og jernalderen (helleristninger ved Idd kirke og vest for Jellhaugen i Berg, en jernaldergrav ved Idd kirke). Jellhaugen  hører til blandt Nordens største gravhøje (90 m i diameter, 10 m høj), fra omkring år 750. Flere af fundene vidner om nær kontakt med Bohuslän og Dalsland.
Ladestedet Halden voksede frem i 1500-tallet som udskibningshavn for trælast til Holland og England. Byen fik militær betydning, da det norske område Båhuslen, beliggende syd for Iddefjorden, blev afstået til Sverige ved freden i Roskilde, 1658. Etter at have modstået flere svenske angreb, blev stedet tilkendt købstadsprivilegier og døbt Fredrikshald i 1665. I 1716 satte borgerne selv ild til byen for at afværge et nyt svensk angreb ledet af Karl 12. af Sverige. To år senere faldt den samme konge under belejringen af Fredriksten fæstning, hvilket bidrog til at afslutte Den Store Nordiske Krig.
I 1814 kom Halden igen i begivenhedernes centrum, da byen som det sidste sted i Norge gjorde indbidt modstand mod svenskernes kronprins, Karl Johan. Byen var belejret i flere uger, og den svenske kanonild gjorde betydelig skade; men fæstningen ville ikke overgive sig. Ved midnat 15. august kom en svensk og en norsk repræsentant imidlertid til porten og fortalte, at våbenhvile var indgået (Mosskonventionen). De svenske soldater måtte nu slippes ind i fæstningen.
Fra 1814 til 1905 var Fredrikshald det kommercielle centrum for et stort opland både i Norge og Sverige. Byens borgere bidrog økonomisk til bygningen af Dalslandsbanen. Efter unionsopløsningen i Karlstad i 1905, blev området demilitariseret, og byen mistede samtidig meget af sit kommercielle opland. Stenindustrien mistede betydning, efterhånden som billigere bygningsmaterialer vandt indpas, og også skofabrikkene forsvandt efterhånden.
I de sidste tiår af 1900-tallet har byen befundet sig i en kontinuerlig politisk og økonomisk krise, som stadig varer ved.

## Trivia
Halden er den eneste by, der er omtalt i den norske nationalsang. I fjerde vers af Ja, vi elsker dette landet skrev Bjørnstjerne Bjørnson: "Thi vi landet heller brændte, end det kom for fald. Husker bare hvad som hændte ned' på Fredrikshald!"  - hvor indbyggerne stak hjembyen i brand hellere end at overgive den til svenskerne.

## Eksterne links
- Kufiske mynter fra Halden Arkiveret 7. november 2017 hos  Wayback Machine på khm.uio.no

- Wikimedia Commons har flere filer relateret til Halden

59°07′42″N 011°23′04″Ø / 59.12833°N 11.38444°Ø